# Balduino IV de Henao
Balduino IV (1108-8 de noviembre de 1171) fue conde de Henao desde 1120 hasta su muerte. Fue el hijo de Balduino III de Henao, y Yolanda de Wassenberg.

## Historia
También conocido como Balduino el constructor, compró la propiedad de Ath en 1158 y construyó la torre de Burbant. Cedió la localidad de Braine-la-Willotte también conocido como Braine-le-Comte con el cabildo de Santa Valdetrudis en 1158. En 1159, incorporó el señorío de Chimay y en 1160, el châtellenies de los valencianos y de Ostrevent.

## Matrimonio y descendencia
Balduino se casó con Alicia de Namur, heredera de Namur, y tuvo la siguiente descendencia:
- Yolanda (1131-1202), casada con Hugo IV, conde de San Pol
- Balduino (1134-1147)
- Inés (1142-1168), casada  con Raúl I de Coucy.
- Godofredo, conde de Ostervant (1147-1163)
- Guillermo (Guillaume) (¿?-1230), casado  con Mahaut de Lalaing
- Lauretta (1150-1181), casada con Bouchard IV, conde de Montmorency
- Balduino V (1150-1195), también conde de Flandes por su matrimonio con Margarita I de Flandes